# Јан Кмећ
Јан Кмећ (svk. Ján Kmeť; Арадац, 18. октобар 1927 — Нови Сад, 16. октобар 2003) био је филолог, академик, књижевни критичар, историчар културе и редактор. Кмећ је први академик из редова војвођанских Словака.

## Биографија
Његови родитељи, отац Мартин Кмећ и мајка Емилија Демчaк, били су учитељи. Браћа Мартин и Владимир такође су изабрали учитељску професију, а сестра Емилија била је инжењер агрономије.
Основну школу похађао је у Силбашу (1933-1935) и Бачком Петровцу (1935-1937). Ниже разреде гимназије завршио је у Петровцу (1937-1941), а више разреде у Новом Саду (1941-1942). Потом се вратио у Петровац, где је прекинуо школовање 1944. године. Придружује се XIV војвођанској ударној бригади, у којој је заузео водећу позицију. По заврштеку Другог светског рата успешно је окончао средњошколско образовање.
Уписао је студије словакистике на Филозофском факултету Универзитета Коменског у Братислави, али се након резолуције Информбира вратио у Југославију. Радио је у гимназији у Петровцу и Учитељској школи. Дипломирао је у Београду 1952. године као ванредни студент.
Оставио је дубок траг у школству Петровца (али и у систему словачких школа уопште) у годинама 1949-1960. Када је дошло до реформе школства и оснивања четворогодишњих гимназија и спајања нижих разреда гимназије са четворогодишњим народним школама, Кмећ је постао први директор новоосноване Основне школе „Јан Чајак” у Петровцу.
Од 1960. године Јан Кмећ прелази у Нови Сад. Годину дана радио је као професор на Вишој педагошкој школи у Новом Саду (одсек словачки језик и књижевност), а од 1961. до пензионисања предавао је на Одсеку за словакистику Филозофског факултета у Новом Саду.
Допринео је одвајању Катедре за словачки језик и књижевност од Катедре за источне и западне словенске језике и књижевности (преименована 1975. у Институт за словакистику, а 1993. у Одсек за словакистику). Редовни професор постао је 1977. године. Као шеф катедре за словакистику водио је рачуна о кадровском расту и специјализацији запослених.
Аутор је граматика, читанки и уџбеника за основне школе и гимназије на словачком језику. Био је активан члан Друштва војвођанских словакиста. Бавио се и редиговањем књига.

### Академик
Дописни члан Војвођанске академије наука и уметности (ВАНУ) био је од 1981, а редовни од 1987. године. Редовни члан Одељење језика и књижевности Српске академије наука и уметности постао је 1991. године.
Такође је био члан (1984–1986) и секретар Председништва ВАНУ (1986–1990).

## Награде и признања
- Књижевна награда часописа Nový život (1977)
- Спомен медаља и диплома Матице словачке (1995)
- Вукова награда (1995)[5]